# تجاوز إطباقي (بزوغ زائد)

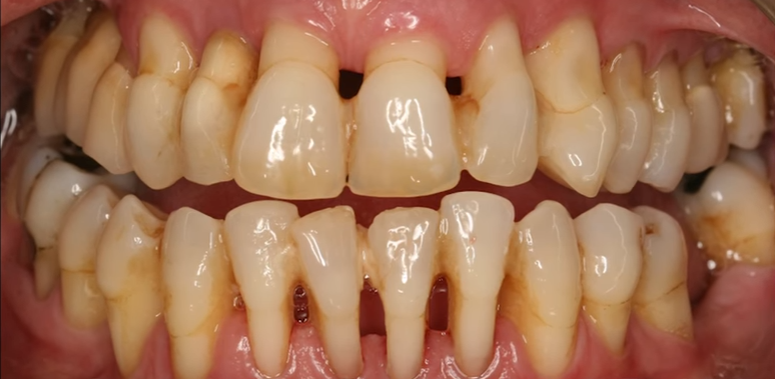
بزوغ زائد للأسنان في الفكين العلوي والسفلي.

البزوغ الزائد أو التجاوز الإطباقي (بالإنجليزية: Overeruption) في طب الأسنان، هو الحركة الفسيولوجية للسن الذي يفتقر إلى شريك (سن) معاكس في إطباق الأسنان. يميل السن للبزوغ خارج خط الإطباق، بسبب نقص القوة المعاكسة وإمكانية البزوغ الطبيعية للسن.

## علم أصل الكلمة
تُسمى الحركة الفسيولوجية للسن الذي ينقصه سن معاكس في إطباق الأسنان
بالبزوغ الزائد، أو فرط البزوغ، أو البزوغ الفائق، أو البزوغ المستمر. 

## الفيزيولوجيا المرضية
يميل السن للبزوغ خارج خط الإطباق، بسبب نقص القوة المعاكسة وإمكانية البزوغ الطبيعية للسن.[بحاجة لمصدر]</link>
لا تتعرض جميع الأسنان التي تفتقر إلى سن معاكس للبزوغ الزائد، حتى على المدى الطويل.  يكون البزوغ الزائد لأضراس الفك العلوي غير المتقابلة للسن المعاكس بشكل أكبر من أضراس الفك السفلي غير المتعارضة.   وهو أكثر خطورة عند الشباب والأشخاص المصابين بأمراض اللثة.  تكون التغييرات أكثر وضوحًا في السنة الأولى بعد فقدان السن المقابل. 

## العلاج
وُجد أنَّ البزوغ المفرط يقتصر على 2 ملم لأغلب الدراسات التي جرت مراجعتها، إذ هي مراجعة منهجية حول الحاجة العلاجية لفراغات الفك الخلفي دون أية أسنان. لاحظَ
مؤلفو المراجعة أيضًا انخفاض جودة الأدلة وخلصوا إلى أنه لا يوصى باستبدال السن كعلاج رئيس. 
يمكن أن يسبب التجاوز الإطباقي تداخلات في الإطباق وصعوبة عند تركيب أطقم الأسنان. عادةً ما ينمو العظم السنخي بشكل زائد، ولكن يمكن أن تتعرض أسطح الجذر لبيئة الفم مما يزيد من احتمالية الإصابة بتسوس الأسنان. غالبًا ماتكون الأسنان المتجاوزة بالاطباق حادة بسبب نقص تآكل الأسنان ( انسحال الأسنان ) من قبل الأسنان المجاورة أثناء المضغ.[بحاجة لمصدر]</link>
يُعالج البزوغ الزائد إما من خلال إرجاع السن إلى الخلف باستخدام تقنيات تقويم الأسنان، أو من خلال قطع الجزء المتداخل من السن وتركيب تاج سني.[بحاجة لمصدر]</link>

## أنظر أيضا
- تأثير دهال